# Duquesa (cantora)
Jeysa Ribeiro (Feira de Santana, 1 de maio de 2000) mais conhecida como Duquesa é uma cantora e compositora brasileira.

## Biografia e carreira
Jeysa Ribeiro (Feira de Santana, 1 de maio de 2000), mais conhecida pelo nome artístico de Duquesa, é uma cantora, rapper e compositora brasileira. Nascida e criada na cidade de Feira de Santana, no interior do estado da Bahia, Duquesa iniciou sua carreia aos 15 anos, em 2015, quando colaborou na música "Só guardei pra mim", do grupo também feirense Sincronia Primordial. A rapper passou a viver da música quando assinou um contrato com a produtora musical brasileira Boogie Naipe, sob a qual lançou discos de sucesso, como seus mais recentes álbuns "Taurus" e "Taurus Vol.2".
Com produções que transitam do R&B ao trap, Duquesa lançou em 2019 alguns trabalhos como o single "Diz" e, participações nos discos da cantora Ju Moraes "Eu Quero Você" (2019) e do rapper Rincon Sapiência "Amor e Calor" (2019). Depois de fazer apresentações nos circuitos alternativos do Carnaval de Salvador em 2020, a cantora prepara novos lançamentos pela Produtora Boogie Naipe ao longo deste ano ainda.
No dia 23 de novembro de 2022, aconteceu em Campinas, interior de São Paulo, a 2ª Edição da Virada AfroCultural, com a participação da cantora no evento, outras atrações não faltaram.
Em 30 junho de 2023, Jeysa lançou seu primeiro álbum de estreia denominado "TAURUS" com a participação de Mc Luanna, Rizzi Get Busy e Go Dassisti.

## Discografia

### Álbuns de estúdio
- (2023) Taurus
- (2024) Taurus, Vol. 2

### EPS
- (2022) Sinto Muito

### Singles
- (2022) Sinto Muito
- (2022) Escolhe
- (2022) Duas da Manhã
- (2022) Não Há
- (2022) 2000
- (2022) Carta Para Mim Mesma

## Prêmios e indicações
| Ano  | Prêmio                                | Categoria            | Indicação                                   | Resultado | Ref.   |
| ---- | ------------------------------------- | -------------------- | ------------------------------------------- | --------- | ------ |
| 2021 | MTV Millenial Awards                  | Prestatenção         | Duquesa                                     | Indicada  | [ 9 ]  |
| 2023 | WME Awards                            | Revelação            | Duquesa                                     | Indicada  | [ 10 ] |
| 2023 | WME Awards                            | Música Alternativa   | "99 Problemas" – feat. MC Luanna            | Venceu    | [ 11 ] |
| 2024 | Prêmio Potências                      | Revelação            | Duquesa                                     | Venceu    | [ 12 ] |
| 2024 | Prêmio Multishow de Música Brasileira | Revelação do Ano     | Duquesa                                     | Indicada  | [ 13 ] |
| 2024 | Prêmio Multishow de Música Brasileira | Música Urbana do Ano | "Purple Rain" – com Yunk Vino e Go Dassisti | Indicada  | [ 13 ] |
| 2024 | WME Awards                            | Álbum                | Taurus, Vol 2.                              | Indicada  | [ 14 ] |